# Tonnenspringen

Tonnenspringer

Tonnenspringen ist ein leichtathletischer Hindernislauf.
Bei einem Wettlauf über 400 Meter müssen die Wettkämpfer Tonnen durchspringen, die im Abstand von 50 Metern aufgestellt sind. Die Tonnen, bei denen Deckel und Boden entfernt sind, hängen etwa hüfthoch an Seilen, so dass die sich ergebende Röhre horizontal in Richtung der Laufstrecke zeigt. Der Läufer durchspringt die Tonne kopfvoraus, macht bei der Landung eine Rolle und setzt anschließend seinen Lauf fort.
Bei den Olympischen Spielen 1904 war Tonnenspringen zusammen mit Sackhüpfen und Tabak-Weitspucken einmalig olympische Disziplin.
In Deutschland und den Niederlanden gibt es Vereine, die das Tonnenspringen aktiv betreiben und sich – teilweise scherzhaft – für seine Wiedereinführung als olympische Sportart einsetzten.